# Silver Lake (Florida)
Silver Lake és una concentració de població designada pel cens dels Estats Units a l'estat de Florida. Segons el cens del 2000 tenia 1.882 habitants.

## Demografia
Segons el cens del 2000, Silver Lake tenia 1.882 habitants, 810 habitatges, i 563 famílies. La densitat de població era de 296,6 habitants/km².
Dels 810 habitatges en un 24,7% hi vivien nens de menys de 18 anys, en un 63% hi vivien parelles casades, en un 5,1% dones solteres, i en un 30,4% no eren unitats familiars. En el 24,6% dels habitatges hi vivien persones soles el 8,5% de les quals corresponia a persones de 65 anys o més que vivien soles. El nombre mitjà de persones vivint en cada habitatge era de 2,32 i el nombre mitjà de persones que vivien en cada família era de 2,77.
Per edats la població es repartia de la següent manera: un 20,5% tenia menys de 18 anys, un 5,6% entre 18 i 24, un 23,2% entre 25 i 44, un 28,7% de 45 a 60 i un 22% 65 anys o més.
L'edat mediana era de 46 anys. Per cada 100 dones de 18 o més anys hi havia 94,2 homes.
La renda mediana per habitatge era de 55.347 $ i la renda mediana per família de 73.750 $. Els homes tenien una renda mediana de 44.053 $ mentre que les dones 30.750 $. La renda per capita de la població era de 27.258 $. Entorn del 6,5% de les famílies i el 8,8% de la població estaven per davall del llindar de pobresa.

## Poblacions més properes
El següent diagrama mostra les poblacions més properes.